# Hidalgo – ocean ognia
Hidalgo – ocean ognia (oryg. Hidalgo) – film z 2004 roku w reżyserii Joe Johnstona.

## Fabuła
W 1890 roku amerykański kurier firmy Pony Express, Frank Hopkins jedzie do Arabii, by wystawić swojego konia, tytułowego Hidalgo w wyścigu. Film oparty na faktach.

## Obsada
- Viggo Mortensen – Frank Hopkins
- Omar Sharif – Szejk Riyadh
- Adoni Maropis – Sakr
- Adam Alexi-Malle – Aziz
- Zuleikha Robinson – Jazira
- Floyd Westerman – Wódz Eagle Horn
- Franky Mwangi – Niewolnik
- Peter Mensah – Jaffa
- Victor Talmadge – Rau Rasmussen
- Harsh Nayyar – Jusuf
- Silas Carson – Katib
- Saïd Taghmaoui – Książę Bin Al Reeh
- Louise Lombard – Anne Davenport